# Castelo Kenfig

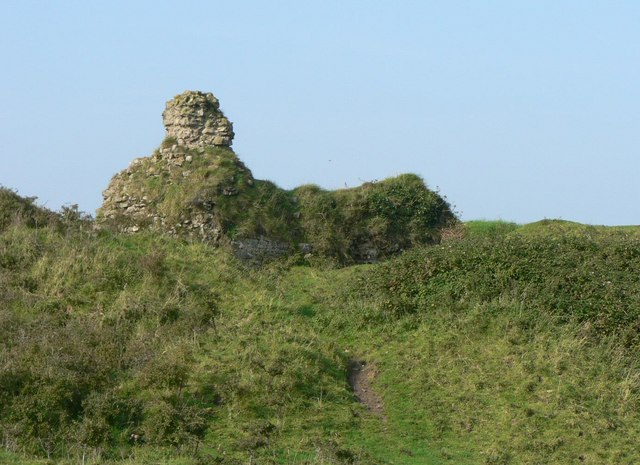
Castelo Kenfig, País de Gales.

O Castelo Kenfig (em inglês:  Kenfig Castle) foi um castelo do século XII atualmente em ruínas localizado em Cynffig, Bridgend, País de Gales.

## História
O castelo foi erigido no início do século XII pelo Lorde de Glamorgan. Foi diversas vezes assaltado e sofreu diversas modificações no final do século XIII e durante os dois séculos seguintes manteve-se de pé, mas no início do século XVI, ficou em ruínas.
Foi alvo de escavações arqueológicas entre os anos de 1924-32.